# 卒業 (ゲーム)
『卒業』（そつぎょう）は、1992年6月に発売されたパソコン用ソフトから始まったコンピュータゲームのシリーズ。後に各種家庭用ゲーム機に移植された。横浜市中区にあるという設定の架空の私立高校・清華女子高等学校の教師である主人公が担任する5人の問題児を卒業まで1年間育成する育成シミュレーションゲームである。
主人公の育成によって生徒たちのパラメーターが変動して様々なイベントが発生し、卒業後の進路が決定する。『プリンセスメーカー』と共に美少女育成シミュレーションゲームブームのきっかけとなった作品であり、ギャルゲーの始祖といえる作品でもある。

## シリーズ

### メインシリーズ
- 卒業 〜Graduation〜
  - 1992年6月25日にPC-9801版がジャパンホームビデオより発売、X68000やFM-TOWNSに移植された後、NECアベニューがPCエンジンへ移植するなど複数の機種で大ヒットを記録した。登場する生徒たちの苗字は、いかりや長介を除いたザ・ドリフターズのメンバーから採られている。なお、「いかりや」は「卒業 〜Graduation〜」の番外アニメである『聖羅VICTORY』内に敵キャラとして登場する。
- 卒業II 〜Neo Generation〜
  - 1994年5月27日にPC-9801版が発売。同年中にPCエンジン・PC-FXへ移植され、後に3DO・セガサターン・PlayStation・Windowsへも移植される。生徒たちの苗字はハナ肇・植木等を除いたハナ肇とクレイジーキャッツのメンバーから。キャラクターデザインが竹井正樹からこばやしひよこに変わり、新たな個性を持つ5人のキャラクターが生徒に追加された。主人公は教師ではなく高校生といった観点から彼女たちとどう絡んでいくのかが描かれたストーリー。
- 卒業III 〜Wedding Bell〜
  - 1998年4月2日にPlayStation版、4月9日にセガサターン版が発売。5人の生徒のうち一人は主人公と夫婦であり、その秘密がバレないように生徒たちを育成する。生徒たちの苗字は「卒業」というタイトルの曲を歌った歌手から。
- 卒業 Next Graduation
  - 2005年6月24日、久々に発売された新作。Windows版がIRIコマース&テクノロジーから発売。主人公は第1作と同一人物で第1作の生徒たちが全員シングルマザーになっており、その娘を受け持つ。副担任の女教師の苗字はザ・ドリフターズの準メンバーであったすわしんじから。
  - 卒業 2nd Generation
    - サイバーフロントから2006年3月9日発売。『Next Graduation』のPlayStation 2移植版。パソコン版にはなかった生徒の親とのエンディングも追加される。

### 関連作品
卒業M
- 『卒業』の男子高校生版として企画された。清華女子高校の兄弟校である誠龍高校が舞台。ゲーム版は1998年にPlayStationで発売されたが、ゲームよりも、コミックやCDドラマといったキャラクターグッズ展開がメインだった。また、メインキャスト５人の声優で「E.M.U」というバンドが組まれ、CDの発売やライブコンサートなど音楽活動が積極的に行われた。乙女ゲーム黎明期の作品。

卒業R 〜Graduation Real〜
- 1996年に発売されたPlayStation版ゲーム。『卒業1』の内容そのままに、グラフィックを少女モデルを撮影した写真に置き換えた実写バージョン。後に1998年1月16日にPC-FXにも移植された。

卒業番外篇 ねぇ麻雀しよ!
- 1994年10月にスーパーファミコンで発売。『卒業1』の育成SLG部分に麻雀を融合した作品。指導ごとに対局が入り、プレイヤーの順位によりパラメータの増減が決定される。育成SLG要素の有る「卒業モード」と純粋な4人打ち麻雀の「フリー対極」の2モードが用意されている。初回予約分のみテーマソングを収録したシングルCDが特典として付属。発売はケイエスエス。

結婚 ～Marriage～
- 『卒業1』、『卒業M』のキャラクターを扱ったメディアミックス作品。テレビゲーム、OVA、ラジオドラマ、小説と様々なメディアに渡り展開された。キャラクターデザインは全て高乗陽子。元は卒業クロスワールドからの派生作であり、独立作品が製作される以前にPCM Z-SKYのラジオ番組『卒業クロスワールド』内にて『1』と『M』のクロスオーバーラジオドラマ「結婚」が放送されている。この経緯から、一作目とMのキャラクターが競演している作品が多い。多数のメディアで作品が発表されているが、それぞれキャラクター設定や背景、ストーリーが異なり、各々に独立した作品となっている。
- 1995年12月にセガサターン、1996年10月にプレイステーションにて結婚をテーマにした恋愛シミュレーションゲームとして『結婚 〜Marriage〜』が発売された。後発のプレイステーション版はサターン版の移植作品ではなく、両機種作品それぞれ設定、物語、システムの異なるオリジナル作品である。
  - セガサターン版ゲームが独立した『結婚』オリジナル作として初めてリリースされた作品である。「デュアル・ユーザー・システム」という、プレイヤーの性別を選択するシステムが採用されており、男性を選択した場合は『1』のキャラクターの中から、女性の場合は『M』のキャラクターから結婚相手を選ぶことになる。内容はゲーム期間である1年の間に、交際、プロポーズ、相手方家族への挨拶、結婚という流れを追っていくもので、ゲーム性は薄い。セガサターン版のみ本編の前に『結婚「前夜」』というプレディスクがリリースされており、前述のクロスワールド版ドラマの他、OVAの予告編、キャストの自己紹介、キャラクター紹介、BGM・原画などの各種素材が鑑賞できる。
  - プレイステーション版は「結婚」メディアミックス作品群の中で最後発の作品となった。ほとんどプレイヤーが介入する余地の無かったサターン版と異なり、パラメータが追加された事によりオーソドックスな恋愛シミュレーションゲームに近くなっている。プレイヤーの性別は男性に固定され、ゲーム期間2年の間に会社の同僚である『卒業1』のキャラクターとの結婚を目指す。
- タイトルを『Marriage ～結婚～』へと変更し、OVAが製作された。1996年3月の第一巻発売を皮切りに、4月に笠松美樹による主題歌シングル、5月にサウンドトラックCD、6月に第二巻が発売された。一、二巻それぞれでキャラクターの設定が異なり、各巻同士のストーリーに関連は無い。
- OVA発売の翌月よりエフエムナックファイブにて『NACK5ラジメーション Marriage ～結婚』と題し、連続ラジオドラマが放送された。後に『CDシネマ Marriage ～結婚』として、1996年6月より台本付きボックス仕様のCDが全2巻で発売された。主題歌、挿入歌はOVA版に準拠するが、ストーリー、設定はラジオドラマオリジナルのものとなっている。
- 1996年9月に電撃文庫からノベライズ版が『結婚 いつかあなたと...』のタイトルで出版された。設定、物語は他メディアミックス作品同様オリジナルのものに変更されている。著者は大倉らいた。
- ほか、小学館プロダクションよりゲーム版、OVA版の原画・設定資料集『結婚 Marriage ビジュアルブック』が出版されている。

お嬢様捜査網
- 1996年5月にPC-FXで発売。開発時の仮称が「卒業3」だった。主人公の怪盗が5人のお嬢様が仕掛けるトラップを回避しながら屋敷からお宝を盗み出すという一風変わった内容。OVAやノベライズも発売された。

卒業 Crossworld
- 1995年5月から1996年3月まで株式会社M2が運営したプレイバイメール。参加者は清華女子高校か誠龍高校の生徒となって横浜市内で起こる事件や学校内のイベント、クラブ活動などに関わっていく。『卒業』、『卒業II』、『お嬢様捜査網』の登場人物がそれぞれ清華女子高校の3年生、2年生、1年生として、『卒業M』の登場人物が誠龍高校の3年生として登場していた。清華女子高校が横浜市にあるという設定がゲーム中で正式に登場したのはこの作品で、これ以前に出た小説では東京都内という設定になっているものも存在した。ゲームの舞台となるのは、神奈川県横浜市中区の一帯。本元町、新元町、山ノ下町、栄町、山ノ手町、桜町、本牧、ベイブリッジと大きく8つの区域に分かれており、そこから更に43のエリアが用意されている。しかし、特定の条件を満たしていなければ行くことの出来ないエリアもある。[1]
- 1996年6月28日にはPlayStation用ゲームソフトとしても発売された。こちらは『卒業』、『卒業II』のキャラクターにやすしきよしが元ネタの新キャラ2人を加えた12人が登場する恋愛アドベンチャーゲームであり、PBM版とは別内容の作品として再構成がなされている。『1』と『2』のキャラクターはメイン・サブヒロインとして役割に差があり、エンディングが用意されているのは12人中7人という仕様だった。
- 1997年3月28日にサターンへの移植版が小学館プロダクションより発売された。追加要素として、先発のプレイステーション版ではエンディングが存在しなかったキャラにも個別エンディングが割り振られている。
- 角川スニーカー文庫よりオリジナルストーリーのノベライズ（著者三浦徹也）も全2巻で出版された。PlayStation版の世界観を踏襲しており、『卒業』、『卒業II』のキャラクターが登場する。挿絵は四季童子が担当し、内容の一部は月刊コミックドラゴン1996年9月号増刊にて、四季による作画で読み切り漫画化もされている。

卒業 Vacation
- 1997年10月16日にPlayStationで発売。『卒業クロスワールド』で登場した12人+てんぷくトリオが元ネタの新キャラ3名と、南海の孤島(鈴鳴島)でバカンスを楽しむ恋愛アドベンチャーゲーム。島に隠された財宝の伝説を求めて、彼女たちと冒険するのが目的となる。女の子たちは宝探しに興味を持つタイプや、島で遊ぶことを楽しむタイプなど、島での過ごし方が違う。財宝に興味がなくても、主人公と仲良くなり冒険に誘われればついてきてくれる可能性がある[2]。

卒業 〜Graduation〜 聖羅V
- 1995年6月25日に全4巻のOVA作品の後半2巻分として発売。卒業のパラレルワールド的作品。悪のはびこるミカドシティに5人の少女たち聖羅V（せいらヴィクトリー）が3体のロボットを駆り、ミカドシティの平和のために悪と戦う。

## 登場キャラクター
詳細は各作品を参照。

### 『卒業』から登場
新井聖美（あらい きよみ）
誕生日 12月3日 / （17歳） 身長 164cm / 血液型 O型 / 趣味 : ツーリング
バイク屋の娘で不良少女。校則破りの常習犯で、制服はスカートをロングに改造し、スカーフは省略したものを着用。
加藤美夏（かとう みか）
誕生日 7月23日 / （18歳） 身長 162cm / 血液型 A型 / 趣味 : スポーツ全般
クラス委員を務める蕎麦屋の娘。快活でスポーツが得意な明るい少女。
志村まみ（しむら まみ）
誕生日 1月4日 / （17歳） 身長 159cm / 血液型 B型 / 趣味 : ぬいぐるみ集め
甘い物が大好きな幼い印象の生徒。家はブティックをしている。髪型はいわゆるドリル。制服はスカートをミニに改造したものを着用。
高城麗子（たかぎ れいこ）
誕生日 10月3日 / （17歳） 身長 165cm / 血液型 AB型 / 趣味 : 乗馬・クルージング
大金持ちの令嬢。高飛車な性格で生徒達の中でもひときわグラマーな少女。
中本静（なかもと しずか）
誕生日 9月18日 / （17歳） 身長 160cm / 血液型 A型 / 趣味 : 料理・文通・絵画
眼鏡っ娘。勉強は出来るが病弱で体力には不安がある。

### 『卒業II』から登場
石橋美佐子（いしばし みさこ）
誕生日 10月21日 / （16歳） 身長 161cm / 血液型 O型 / 趣味 : 読書
生真面目な少女。成績はトップだが、その性格のために友達が出来にくい。
キャラクターデザイン当初の苗字は植木。
犬塚さおり（いぬづか さおり）
誕生日 2月18日 / （16歳） 身長 163cm / 血液型 O型 / 趣味 : ギャンブル
母子家庭で育った関西弁の少女。不良ではないが、問題行動が目立つ。
シンディ桜井（シンディ さくらい）
誕生日 8月23日 / （16歳） 身長 169cm / 血液型 AB型 / 趣味 : バスケ・ダンス
ブラジルからの帰国子女。ブラジルの公用語はポルトガル語だが、何故か英語訛りで喋る。混血。帰国子女なので英語は得意だが、勉強に興味はない。
谷由利佳（たに ゆりか）
誕生日 5月17日 / （17歳） 身長 156cm / 血液型 O型 / 趣味 : 料理・読書
明るく元気で素直な生徒。子供っぽい印象が強い。
キャラクターデザイン当初の名前は安田舞香で、舞香とボツキャラになった谷絵利佳の2人の特徴を取り入れたキャラに変更。
安田舞奈（やすだ まいな）
誕生日 6月4日 / （17歳） 身長 164cm / 血液型 B型 / 趣味 : パソコン・古典芸能
おっとりとしたお嬢様。霊感があるらしく、オカルトなどに興味を持っている。

### 『卒業クロスワールド』から登場
西川真樹（にしかわ まき）
誕生日 4月15日 / （18歳） 身長 162cm / 血液型 B型 / 趣味 : 歌・ハーモニカ
キツイ言動の目立つクールな性格。ひとりで行動することを好むが寂しがりな一面もある。
横山めぐみ（よこやま めぐみ）
誕生日 11月17日 / （17歳） 身長 168cm / 血液型 O型 / 趣味 : 映画鑑賞
祖父が神社の宮司で時間のあるときには巫女として手伝いをしている。

### 『卒業Vacation』から登場
伊東由紀恵（いとう ゆきえ）
声：岡本麻見
誕生日 3月3日 / （17歳） 身長 158cm / 血液型 AB型
戸塚いずみ（とつか いずみ）
声：牧島有希
誕生日 7月20日 / （18歳） 身長 164cm / 血液型 A型
三波亮子（みなみ りょうこ）
声：岡田純子
誕生日 5月23日 / （18歳） 身長 165cm / 血液型 O型

### 『卒業III』から登場
尾崎恭子（おざき きょうこ）
誕生日 11月22日 / 身長 160cm / B82・W53・H83 / 趣味 : 音のアレンジや作曲など / 性格 : 口数は少なく責任感が強い
菊池希美（きくち のぞみ）
誕生日 4月26日 / 身長 157cm / B85・W53・H87 / 趣味 : ショッピング / 性格 : 一言で表現するのは難しい天然ボケが入った女の子
斉藤由加里（さいとう ゆかり）
誕生日 7月12日 / 身長 162cm / B83・W54・H85 / 趣味 : 格闘技に関するすべての事柄 / 性格 : 明るく元気
松山美咲（まつやま みさき）
誕生日 1月31日 / 身長 162cm / B82・W53・H82 / 趣味 : 人間観察 / 性格 : 沈着冷静、几帳面で、人の思考や行動を読んで先手を打つタイプ
渡辺和恵（わたなべ かずえ）
誕生日 9月13日 / 身長 166cm / B86・W55・H87 / 趣味 : 読書（科学書や研究書の類） / 性格 : おとなしく、控えめ

### 『卒業 〜Next Graduation〜』から登場
新井勝美（あらい かつみ）
新井聖美の娘。母親譲りで気の強い性格。母親とは違い、制服は規定通りに着用している。
高城レイカ（たかぎ れいか）
高城麗子の娘。母親譲りの高飛車な性格。
加藤結夏（かとう ゆうか）
加藤美夏の娘。母親とは異なり、大人しい性格の少女。蕎麦屋に生まれながら蕎麦よりもパスタを好む。
中本梓（なかもと あずさ）
中本静の娘。母親と同じく成績優秀だが、母親との仲は良くない。
志村もこ（しむら もこ）
志村まみの娘。母親であるまみは家事が不得意であるため、家事全般が得意で成績も優秀。母娘仲は良好で、友達親子のような関係。
諏訪優美子（すわ ゆみこ）（副担任）
清華女子中学校3年B組の副担任。彼女もかつては清華女子高校の生徒だった。

### 教師陣
校長
教師である主人公を学園に呼び寄せた張本人。熱意溢れる教育者として厳格な一面を持つ一方で、性格は基本的に温厚かつお調子者。担当声優は岸野幸正。外見や服装・性格などは『センチメンタルグラフティ』も含め、各作品すべて同じであるが、本名は派生作品では作中の教師陣の名前を同じ由来で揃える関係から異なっている。そのため、通常は単に校長と表記される。
六月十三
基本シリーズでの本名。本作のプロデューサー・窪田正義のペンネーム。
畝傍駿平
プレイバイメール版『卒業クロスワールド』での本名。
平塚陽一
『センチメンタルグラフティ』での本名。
教頭
ドラマCD（角川CD&BOOK）における担当声優は千葉繁。ドラマCDでは氏名は設定されていない。『卒業クロスワールド』における氏名は榛名金吾。
3年B組の生徒達（初代『卒業』メンバー）をおとなしくさせるため勝負を挑んだがことごとく惨敗したショックから自律神経失調症にかかり入院する。2年数ヶ月後に無事退院するが、時代錯誤な教育方針をめぐって『卒業II』メンバーと対立、料理対決をするが自身の起こしたとあるアクシデントにより再び惨敗。胃潰瘍にかかり再び入院することとなった。
武蔵三十郎
ドラマCD（電撃CD文庫）における担当声優は古谷徹。古谷はゲーム準拠のドラマCDでも担任役の声を演じている。
『卒業クロスワールド』における設定では担当教科は英語。
ドラマCDでは大和と結婚することになる。
大和雅子
ドラマCD（電撃CD文庫）における担当声優は小山茉美。
『卒業クロスワールド』における設定では担当教科は国語。
赤城圭二郎
ドラマCD（電撃CD文庫）における担当声優は難波圭一。
『卒業クロスワールド』における設定では担当教科は数学。
PlayStation版では生活指導も担当。

## 補足
- ゲーム『センチメンタルグラフティ』に登場する横浜市在住のキャラクター、星野明日香も清華女子高校の生徒という設定である。卒業シリーズ・センチメンタルグラフティ共に清華女子高校の校名、色調を含む制服のデザイン、校歌の歌詞などの設定は全くの同一である。
- 『センチメンタルグラフティ』の原作者である大倉らいたは、『センチメンタルグラフティ』を原作する前に、第1弾の生徒の卒業後を描いた『結婚 〜Marriage〜』のノベライズ版である『結婚 いつかあなたと…』を執筆しており、間接的に『卒業』シリーズとつながりがあった。その縁故により、『センチメンタルグラフティ』にも清華女子高校が登場し、ゲーム本編では清華女子高校の制服を着た星野明日香のアイコンが採用されている。